# Le Faulq
Le Faulq és un municipi francès situat al departament de Calvados i a la regió de Normandia. L'any 2007 tenia 279 habitants.

## Demografia

### Població
El 2007 la població de fet de Le Faulq era de 279 persones. Hi havia 93 famílies de les quals 11 eren unipersonals (7 homes vivint sols i 4 dones vivint soles), 25 parelles sense fills, 53 parelles amb fills i 4 famílies monoparentals amb fills.
La població ha evolucionat segons el següent gràfic:
Habitants censats

### Habitatges
El 2007 hi havia 152 habitatges, 93 eren l'habitatge principal de la família, 53 eren segones residències i 6 estaven desocupats. Tots els 151 habitatges eren cases. Dels 93 habitatges principals, 75 estaven ocupats pels seus propietaris, 16 estaven llogats i ocupats pels llogaters i 3 estaven cedits a títol gratuït; 4 tenien dues cambres, 7 en tenien tres, 25 en tenien quatre i 57 en tenien cinc o més. 78 habitatges disposaven pel capbaix d'una plaça de pàrquing. A 26 habitatges hi havia un automòbil i a 61 n'hi havia dos o més.

### Piràmide de població
La piràmide de població per edats i sexe el 2009 era:
| Homes | Edats   | Dones |
| ----- | ------- | ----- |
| 0     | 95 o +  | 0     |
| 0     | 90 a 94 | 0     |
| 0     | 85 a 89 | 0     |
| 0     | 80 a 84 | 0     |
| 0     | 75 a 79 | 0     |
| 4     | 70 a 74 | 0     |
| 0     | 65 a 69 | 12    |
| 4     | 60 a 64 | 4     |
| 8     | 55 a 59 | 8     |
| 4     | 50 a 54 | 4     |
| 20    | 45 a 49 | 12    |
| 4     | 40 a 44 | 20    |
| 4     | 35 a 39 | 4     |
| 0     | 30 a 34 | 0     |
| 4     | 25 a 29 | 0     |
| 8     | 20 a 24 | 8     |
| 16    | 15 a 19 | 8     |
| 4     | 10 a 14 | 28    |
| 4     | 5 a 9   | 4     |
| 0     | 0 a 4   | 0     |

## Economia
El 2007 la població en edat de treballar era de 177 persones, 132 eren actives i 45 eren inactives. De les 132 persones actives 126 estaven ocupades (67 homes i 59 dones) i 7 estaven aturades (4 homes i 3 dones). De les 45 persones inactives 15 estaven jubilades, 13 estaven estudiant i 17 estaven classificades com a «altres inactius».

### Ingressos
El 2009 a Le Faulq hi havia 108 unitats fiscals que integraven 328,5 persones, la mediana anual d'ingressos fiscals per persona era de 17.204 €.

### Activitats econòmiques
Dels 11 establiments que hi havia el 2007, 4 eren d'empreses de construcció, 1 d'una empresa d'hostatgeria i restauració, 1 d'una empresa financera, 1 d'una empresa immobiliària, 2 d'empreses de serveis, 1 d'una entitat de l'administració pública i 1 d'una empresa classificada com a «altres activitats de serveis».
Dels 3 establiments de servei als particulars que hi havia el 2009, 2 eren paletes i 1 lampisteria.
L'any 2000 a Le Faulq hi havia 6 explotacions agrícoles.

## Poblacions més properes
El següent diagrama mostra les poblacions més properes.